# Efter oss
Efter oss: framtidens fantastiska djurvärld (originaltitel After Man: A Zoology of the Future) är en bok av den skotske geologen och paleontologen Dougal Dixon som publicerades för första gången 1981. Efter oss är skriven likt en fälthandbok och utforskar en hypotetisk framtida Jord 50 miljoner år från nutiden och de djur som kan tänkas leva i den tiden. De djur som medverkar i boken är ättlingar till djur som lever idag, men som fortsatt utvecklas under de miljontals år som gått sedan vår egen tid.
Boken använder de påhittade miljöerna och djuren för att förklara riktiga processer som ligger bakom bland annat evolution och naturligt urval. Efter Oss följdes av två uppföljare, The New Dinosaurs (1988) och Man After Man (1990), vilka använde nya hypotetiska scenarier för att förklara och utforska andra riktiga naturliga fenomen och processer.
Efter oss gavs ut på svenska 1982 av Liber i samarbete med Naturskyddsföreningen. Boken översattes av Mikael Mörling.